# Бажешти (Арђеш)
Бажешти (рум. Băjești) насеље је у Румунији у округу Арђеш у општини Балилешти. Oпштина се налази на надморској висини од 344 m.

## Становништво
Према подацима из 2002. године у насељу је живело 1168 становника, од којих су сви румунске националности.